# Karantaba (Kiang West)
Karantaba ist eine Ortschaft im westafrikanischen Staat Gambia.
Nach einer Berechnung für das Jahr 2013 leben dort etwa 914 Einwohner, das Ergebnis der letzten veröffentlichten Volkszählung von 1993 betrug 814.

## Geographie
Karantaba liegt in der Lower River Region im Distrikt Kiang West. Der Ort liegt rund neun Kilometer westlich von Mandaur und rund 3,4 Kilometer südwestlich von Janneh Kunda.

## Söhne und Töchter des Orts
- Khalifa Kambi (1955–2011), Politiker